# Deformacja Madelunga

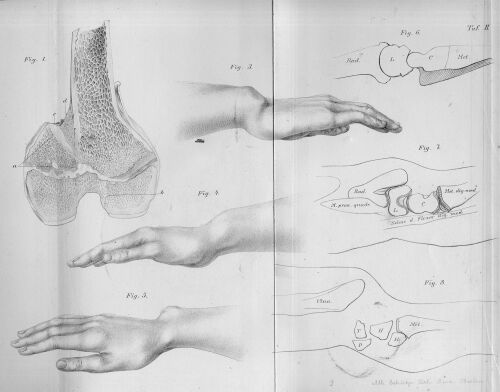
Ilustracja z klasycznego opisu deformacji nasady kości promieniowej autorstwa Ottona Madelunga

Deformacja Madelunga, objaw Madelunga (ang. Madelung's deformity, Madelung's subluxation) – wrodzona wada dalszego końca kości łokciowej, polegająca na jej grzbietowym podwichnięciu. Wada ta ma podłoże genetyczne i jest często związana z zespołem Turnera albo chondrodysplazją dystalnej (dalszej) nasady kości promieniowej (zespół Leriego-Weilla). Uważa się, że wystąpienie wady związane jest z uszkodzeniem genu SHOX na chromosomie X albo SHOXY na chromosomie Y. 
Anomalię tę opisał jako pierwszy niemiecki chirurg, Otto Wilhelm Madelung.